# Pak vezetéknevű koreai személyek listája
A Pak (Bak) a harmadik leggyakoribb koreai vezetéknév, 2000-ben a koreaiak mintegy 8,5%-a viselte ezt a nevet.

## Írók, költők

### Észak-Korea
- Pak Szejong (Park Se-yeong) (박세영, 1902–1989), költő, Észak-Korea himnuszának szerzője

### Dél-Korea
- Pak Cseszam (Park Jae-sam) (박재삼, 1933–1997), költő
- Pak Csongde (Park Jong-dae) (박정대, 1965–), író
- Pak Csonghva (Park Jong-hwa) (박종화, 1901–1981), író, költő
- Pak Hjongszo (Park Hyeong-seo) (박형서, 1972–), író
- Pak Inhvan (Park In-hwan) (박인환, 1926–1956), költő
- Pak Kjongni (Park Gyeong-ni) (박경리, 1926–2008), írónő
- Pak Mingju (Park Min-gyu) (박민규, 1968–), író
- Pak Vanszo (Park Wan-seo) (박완서, 1931–2011), írónő

## Művészek (szórakoztatóipar)

### Férfiak
- Bernard Park (1993–), koreai-amerikai énekes
- John Park, 1988–), koreai-amerikai énekes, zenész
- Joon Park (1969–), koreai-amerikai énekes, színész
- Pak Am (Park Am) (박암, 1924–1989), színművész
- Pak Csebom (Park Jae-beom), művésznevén Jay Park (박재범, 1987–), énekes, rapper, dalszerző
- Pak Cseszang (Park Je-sang), művésznevén Psy (박재상, 1977–), énekes, dalszerző
- Pak Csedzsong (Park Jae-jeong) (박재정, 1980–), színművész
- Pak Cshanjol (Park Chan-yeol) (박찬열, 1992–), énekes, az Exo együttes tagja
- Pak Csholmin (Park Cheolmin) (박철민, 1967–), színművész
- Pak Cshanuk (Park Chan-uk) (박찬욱, 1963–), filmrendező
- Pak Csibin (Park Ji-bin) (박지빈, 1995–), színművész
- Pak Csinjong (Park Jin-yeong), művésznevén J.Y. Park (박진영, 1971–), énekes, zenei producer, dalszerző
- Pak Csinjong (Park Jin-yeong), művésznevén Junior (박진영, 1994–), énekes
- Pak Csinu (Park Jin-u) (박진우, 1983–), színművész
- Pak Csongbom (Park Jeong-beom) (박정범, 1976–), színművész
- Pak Csongcshol (Park Jeong-cheol) (박정철, 1976–), színművész
- Pak Csongmin (Park Jeong-min) (박정민, 1987–), színművész
- Pak Csongmin (Park Jeong-min) (박정민, 1987–), énekes, az SS501 együttes tagja
- Pak Csongszu (Park Jeong-su), művésznevén Ithuk (Leeteuk) (박정수, 1983–), énekes, a Super Junior együttes tagja
- Pak Csunggju (Park Jun-gyu) (박준규, 1964–), színművész
- Pak Csunghun (Park Jung-hun) (박중훈, 1964–), színművész
- Pak Hedzsin (Park Hae-jin) (박해진, 1983–), színművész
- Pak Hedzsun (Park Hae-jun) (박해준, 1976–), színművész
- Pak Heil (Park Hae-il) (박해일, 1977–), színművész
- Pak Hiszun (Park Hui-sun) (박희순, 1970–), színművész
- Pak Hjodzsun (Park Hyo-jun) (박효준, 1980–), színművész
- Pak Hjokkvon (Park Hyeok-gwon) (박혁권, 1971–), színművész
- Pak Hjonbin (Park Hyeon-bin) (박현빈, 1982–), troténekes
- Pak Hjongsik (Park Hyeong-sik) (박형식, 1991–), énekes, a ZE:A együttes tagja
- Pak Hjosin (Park Hyo-sin) (박효신, 1981–), énekes
- Pak Inhvan (Park In-hwan) (박인환, 1945–), színművész
- Pak Jonggju (Park Yeong-gyu) (박영규, 1953–), színművész
- Pak Jongha (Park Yong-ha) (박용하, 1977–2010), énekes, színművész
- Pak Jongu (Park Yong-u) (박용우, 1971–), színművész
- Pak Jucshon (Park Yu-cheon) (박유천, 1986–), énekes, színművész, a JYJ együttes tagja
- Pak Juhvan (Park Yu-hwan) (박유환, 1991–), színművész
- Pak Jundzse (Park Yun-jae) (박윤재, 1981–), színművész
- Pak Kiung (Park Gi-ung) (박기웅, 1985–), színművész
- Pak Kjong (Park Gyeong) (박경, 1992–), a Block B együttes rappere
- Pak Konghjong (Park Geon-hyeong) (박건형, 1977–), színművész
- Pak Konthe (Park Geon-tae) (박건태, 1996–), színművész
- Pak Kunhjong (Park Geun-hyeong) (박근형, 1940–), színművész
- Pak Kvanghjon (Park Gwang-hyeon) (박광현, 1969–), filmrendező
- Pak Kvanghjon (Park Gwang-hyeon) (박광현, 1977–), színművész
- Pak Minu (Park Min-u) (박민우, 1988–), színművész
- Pak Mjongszu (Park Myeong-su) (박명수, 1970–), előadóművész, komikus, műsorvezető
- Pak Nosik (Park No-sik) (박노식, 1930–1995), színművész
- Pak Pogom (Park Bo-geom) (박보검, 1993–), színművész
- Pak Sihvan (Park Si-hwan) (박시환, 1987–), énekes
- Pak Sinhjang (Park Sin-hyang) (박신양, 1968–), színművész
- Pak Siu (Park Si-u) (박시후, 1978–), színművész
- Pak Szanghjon (Park Sang-hyeon), művésznevén Thunder (박상현, 1990–), az MBLAQ együttes korábbi tagja
- Pak Szangmin (Park Sang-min) (박상민, 1964–), rockénekes
- Pak Szangmin (Park Sang-min) (박상민, 1970–), színművész
- Pak Szangmjon (Park Sang-myeon) (박상면, 1968–), színművész
- Pak Szanguk (Park Sang-uk) (박상욱, 1976–), színművész
- Pak Szangvon (Park Sang-won) (박상원, 1959–), színművész
- Pak Szodzsun (Park Seo-jun) (박서준, 1988–), színművész
- Pak Szongho (Park Seong-ho) (박성호, 1974–), komikus
- Pak Szongung (Park Seong-ung) (박성웅, 1973–), színművész
- Pak Vonszang (Park Won-sang) (박원상, 1970–), színművész
- Randall Park (1974–), koreai-amerikai színművész
- Teddy Park (1978–), koreai-amerikai rapper, dalszerző, zenei producer

### Nők
- Grace Park (1974–), koreai származású amerikai-kanadai színművésznő
- Lena Park (1976–), koreai származású amerikai énekesnő
- Linda Park (1978–), koreai származású amerikai színművésznő
- Pak Cshoa (Park Cho-a) (박초아, 1990–), énekesnő, az AOA együttes tagja
- Pak Csia (Park Ji-a) (박지아, 1972–), színművésznő
- Pak Csijon (Park Ji-yeon), (박지연, 1993–), énekesnő, színművésznő
- Pak Csijon (Park Ji-yeon), művésznevén Gummy (1981–), énekesnő
- Pak Csijong (Park Ji-yeong), művésznevén Kahi (박지영, 1980–), énekesnő, színművésznő
- Pak Csijun (Park Ji-yun) (박지윤, 1982, énekesnő, színművésznő
- Pak Csijun (Park Ji-yun) (박지윤, 1979–), műsorvezetőnő
- Pak Csinhi (Park Jin-hui) (박진희, 1978–), színművésznő
- Pak Csiszu (Park Ji-su) (박지수, 1988–), színművésznő
- Pak Csonga (Park Jeong-a) (박정아, 1981–), színművésznő, énekesnő
- Pak Csonghva (Park Jeong-hwa) (박정화, 1995–), énekesnő, az EXID együttes tagja
- Pak Csongszu (Park Jeong-su) (박정수, 1953–), színművésznő
- Pak Csumi (Park Ju-mi) (박주미, 1972–), színművésznő
- Pak Hana (Park Ha-na) (박하나, 1985–), színművésznő
- Pak Hanbjol (Park Han-byeol) (박한별, 1984–), színművésznő, modell
- Pak Haszon (Park Ha-seon) (박하선, 1987–), színművésznő
- Pak Hemi (Park Hae-mi) (박해미, 1964–), színművésznő
- Pak Hibon (Park Hui-bon) (박희본, 1983–), színművésznő
- Pak Hjeszu (Park Hye-su) (박혜수, 1994–), színművésznő, énekesnő
- Pak Hjodzsu (Park Hyo-ju) (박효주, 1982–), színművésznő
- Pak Injong (Park In-yeong) (박인영, 1982–), színművésznő, énekesnő
- Pak Jedzsin (Park Ye-jin) (박예진, 1981–), színművésznő
- Pak Jeun (Park Ye-eun), művésznevén Yenny (박예은, 1989–), énekesnő, a Wonder Girls együttes tagja
- Pak Kjongnim (Park Gyeong-nim) (박경림, 1978–), előadóművésznő, komikus
- Pak Kjuri (Park Gyuri) (박규리, 1988–), színművésznő, énekesnő
- Pak Lea (Park Le-a), művésznevén Hwayobi (박레아, 1982–), énekesnő
- Pak Minha (Park Minha) (박민하, 2007–), gyerekszínész
- Pak Minjong (Park Min-yeong) (박민영, 1986–), színművésznő
- Pak Miszon (Park Mi-seon) (박미선, 1967–), komikus, műsorvezetőnő
- Pak Pojong (Park Bo-yeong) (박보영, 1990–), színművésznő
- Pak Pom (Park Bom) (박봄, 1984–), énekesnő, a 2NE1 együttes tagja
- Pak Poram (Park Bo-ram) (박보람, 1994–), énekesnő
- Pak Sijon (Park Si-yeon) (박시연, 1979–), színművésznő
- Pak Sinhje (Park Sin-hye) (박신혜, 1990–), színművésznő
- Pak Siun (Park Si-eun) (박시은, 1980–), színművésznő
- Pak Siun (Park Si-eun) (박시은, 2001–), gyermekszínész
- Pak Szandara (Park Sandara) (박산다라, 1984–), énekesnő, színművésznő
- Pak Szejong (Park Se-yeong) (박세영, 1988–), színművésznő
- Pak Szodam (Park So-dam) (박소담, 1991–), színművésznő
- Pak Szodzsin (Park So-jin) (박소진, 1986–), énekesnő, a Girl’s Day együttes tagja
- Pak Szohjon (Park So-hyeon) (박소현 , 1993–), színművésznő
- Pak Szojon (Park So-yeon) (박소연, 1987–), énekesnő, a T-ara együttes tagja
- Pak Szonjong (Park Seon-yeong) (박선영, 1976–), színművésznő
- Pak Szonjong (Park Seon-yeong), művésznevén Hyomin (박선영, 1989–), énekesnő, a T-ara együttes tagja
- Pak Szolmi (Park Sol-mi) (박솔미, 1978–), színművésznő
- Pak Szonjong (Park Seon-yeong), művésznevén Luna (박선영, 1993–), énekesnő, az f(x) együttes tagja
- Pak Szudzsin (Park Su-jin) (박수진, 1985–), színművésznő
- Pak Szue (park Su-ae) (박수애, 1979–), színművésznő
- Pak Szujong (Park Su-yeong), művésznevén Lizzy (박수영, 1992–), énekesnő, az After School együttes tagja
- Pak Szujong (Park Su-yeong), művésznevén Joy (박수영, 1996–), énekesnő, a Red Velvet együttes tagja
- Pak Unbin (Park Eun-bin) (박은빈, 1992–), színművésznő
- Pak Unhje (Park Eun-hye) (박은혜, 1978–), színművésznő
- Pak Unhje (Park Eun-hye), művésznevén Ivy (박은혜, 1982–), énekesnő
- Pak Vonszuk (Park Won-suk) (박원숙, 1949–), színművésznő
- Paku Romi (1972–), koreai-japán származású szinkronszínésznő

## Politikusok

### Észak-Korea
- Pak Honjong (Park Heon-yeong) (박헌영, 1900–1955), egykori külügyminiszter
- Pak Icshun (Park Ui-chun) (박의춘, 1932–), egykori külügyminiszter
- Pak Jongsik (Park Yeong-sik) (박영식, ?), hadügyminiszter
- Pak Namgi (Park Nam-gi) (박남기, 1934–2010), politikus
- Pak Pongdzsu (Park Bong-ju) (박봉주, 1939–), miniszterelnök
- Pak Szongcshol (Park Seong-cheol) (박성철, 1913–2008), egykori külügyminiszter, miniszterelnök

### Dél-Korea
- Pak Csivon (Park Ji-won) (박지원, 1942–), politikus
- Pak Csong Hi (박정희, 1917–1979), Dél-Korea egykori elnöke
- Pak Kunhje (Park Geun-hye) (박근혜, 1952–), Dél-Korea volt elnöke
- Pak Thedzsun (Park Tae-jun) (박태준, 1927–2011), Dél-Korea egykori miniszterelnöke
- Pak Vonszun (Park Won-sun) (박원순, 1956–), Szöul polgármestere

## Sportolók
- Pak Jongu (Park Yong-u) (박용우, 1993–), labdarúgó
- Pak Szanguk (Park Sang-uk) (박상욱, 1986–), labdarúgó
- Pak Szojon (Park So-yeon) (박소연, 1997–), műkorcsolyázónő
- Pak Thehvan (Park Tae-hwan) (박태환, 1989–), úszó

## Történelmi személyek
- Pak Csega (Bak Je-ga) (박제가, 1750–1815), Silhak-tudós
- Pak Csivon (Bak Ji-won) (박지원, 1737-1805), Silhak-tudós
- Pak Kjuszu (Bak Gyu-su) (박규수, 1807–1877), tudós, hivatalnok
- Pak Phengnjon (Bak Paengnyeon) (박팽년, 1417–1456), tudós, hivatalnok

### Uralkodók
Silla uralkodói uralkodási rendben:
- Hjokkosze (Gyeokgeose) (i. e. 57 – i. sz. 4)
- Namhe (Namhae) (4–24)
- Juri (Yuri) (24–57)
- Phasza (Pasa) (80–112)
- Csima (Jima) (112–134)
- Ilszong (Ilseong) (134–154)
- Adalla (154–184)
- Sindok (Sindeok) (912–917)
- Kjongmjong (Gyeongmyeong) (917–924)
- Kjonge (Gyeongae) (924–927)